# 11-я Гомельская кавалерийская дивизия
11-я Гомельская кавалерийская дивизия (8-я Гомельская кавалерийская дивизия, 11-я кавалерийская Оренбургская ордена Ленина Краснознамённая ордена Красной Звезды дивизия имени тов. Ф. М. Морозова — соединение кавалерии РККА, созданное во время Гражданской войны в России 1918—1920 годов. Являлось манёвренным средством в руках фронтового и армейского командования для решения оперативных и тактических задач.

## История дивизии
11-я кавалерийская дивизия начала формироваться на основании приказа РВСР № 1555/311 от 27 сентября 1919 г. в МВО.
С ноября 1919 года входила в состав 1-й Конной армии как 11-я кавалерийская дивизия. Впоследствии ей было присвоена имя начдива тов. Ф. М. Морозова.
С 1921 года дислоцировалась в Гомеле. Приказом войскам Западного фронта № 2503 от 12 декабря 1921 г. ей было присвоено наименование 11-й Гомельской.
Весной 1922 года переведена на Туркестанский фронт для борьбы с басмачеством.
С апреля 1922 года находилась в составе Бухарской группы войск, с октября 1922 года в составе 13-го стрелкового корпуса.
Приказом РВС СССР № 1049/169 от 14 августа 1924 г. переименована в 8-ю Гомельскую (получила почётное наименование) с изменением номеров воинских частей.
С апреля 1926 г. (приказ войскам ПриВО № 85/16 от 16 апреля 1926 г.) до августа 1935 г. находилась на территориальном положении в Чкаловской области (Приволжский военный округ). Дивизия реорганизована по новому штату.
Дислокация частей — гг. Оренбург, Троицк, Орск. Бойцы 45-го кавполка с 1926 года жили на территории бывшего Покровского монастыря Орска.
Приказом РВС СССР № 50 от 2 марта 1930 г. дивизия переименована в 11-ю Оренбургскую Краснознамённую дивизию им. Ф. М. Морозова (восстановлена прежняя нумерация).
В 1932 году в составе дивизии сформирован механизированный полк, имевший 30 танков, 12 БА и 67 автомашин.
По директиве начальника Генштаба № 4/2/20284 от 19.11.1935 начала переброску в Белорусский военный округ, к декабрю 1935 года в Пуховичи прибыли 43-й, 45-й кавполки и 11-й сапёрный эскадрон. Остальные части оставлены в Оренбурге и Уральске до весны 1936 года.
Расформирована в июле 1940 года. Части дивизии обращены на формирование 7-й танковой дивизии (управление и части 11-й кд) и 4-го мотоциклетного полка (6-й и 35-й кп 11-й кд) 6-го механизированного корпуса. После сформирования корпус дислоцировался в г. Белосток.
В 1941 году в ходе военной мобилизации на территории Оренбургской области была сформирована 89-я кавалерийская дивизия, которая вскоре по просьбе оренбургских казаков, служивших прежде в 11-й Оренбургской кавдивизии, была переименована в 11-ю Оренбургскую кавалерийскую дивизию. 19 января 1943 г. 11-я кавалерийская дивизия преобразована в 8-ю гвардейскую кавалерийскую дивизию.

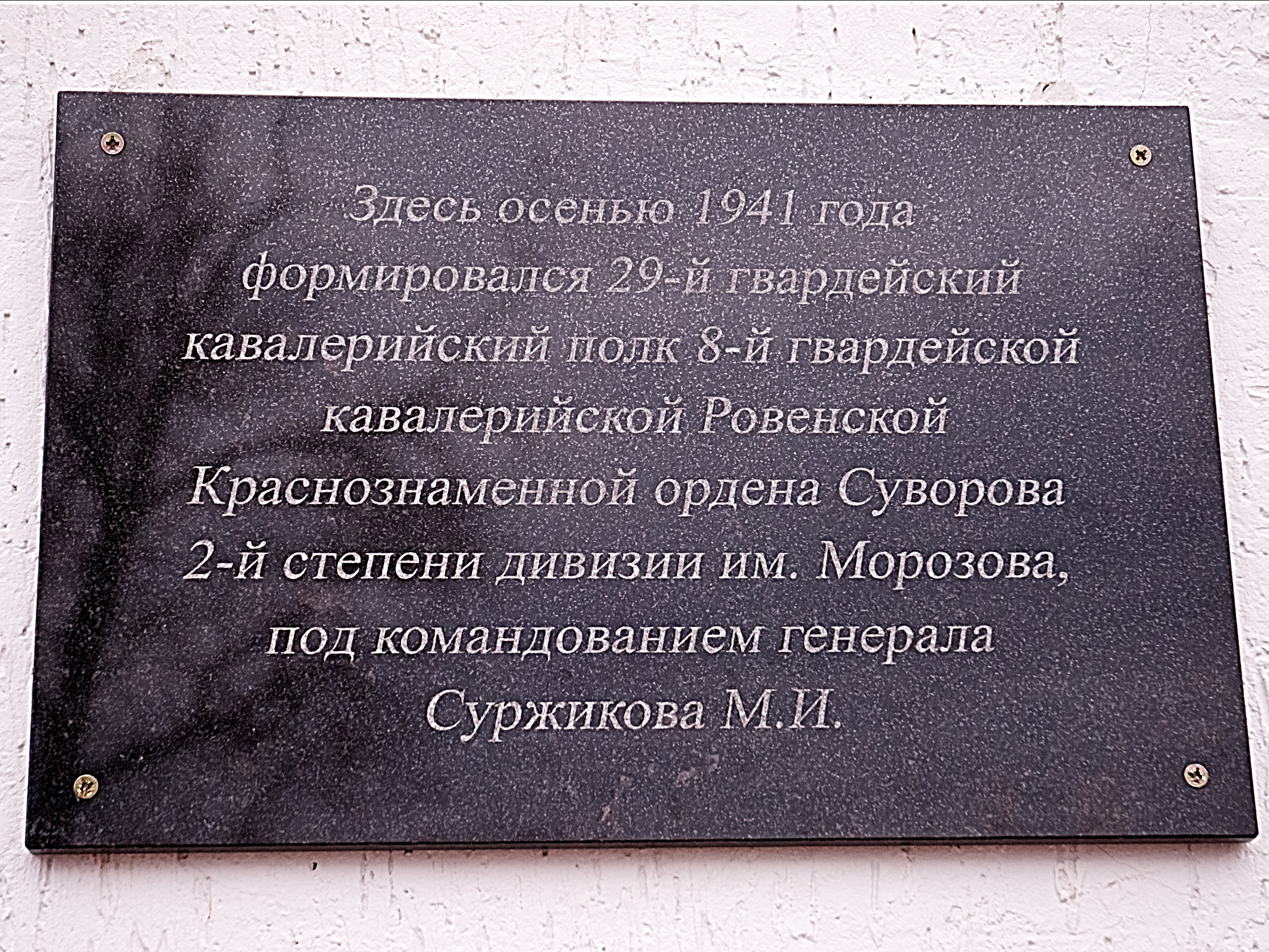
Мемормиальная доска в Оренбурге

## Боевые действия
Дивизия участвовала в операциях против армий Деникина 1919—1920; в операциях советско-польской войны 1920; участвовала в операциях против войск Врангеля 1920; в борьбе с формированиями Махно, Петлюры и др. на территории Украины, Белоруссии (в районе гг. Гомель, Слуцк, Мозырь, Бобруйск, Минск) (дек. 1920—1921); с басмаческими отрядами в Самаркандской области (июль — дек. 1922), в Западной и Восточной Бухаре против отрядов бухарского эмира и Ибрагим-бека (1923); участвовала в походе в Западную Белоруссию (сент. 1939).

## Подчинение
Входила в состав МВО (сент. — окт. 1919), Южного фронта (окт. — нояб. 1919), 1-го конного корпуса Южного фронта (нояб. 1919), 1 Конной армии (с нояб. 1919), Западного фронта (с мая 1921), Туркестанского фронта (с июля 1922), ПриВО (с апр. 1926), 3 конного корпуса БВО (с марта 1935), 6 конного корпуса БОВО (с апр. 1938—1940).

## Награды
- 13 февраля 1930 года —  Орден Красного Знамени — за исключительные боевые заслуги на фронтах гражданской войны и в борьбе с бандитизмом.
- 27 февраля 1935 года —  Орден Ленина — награждена постановлением ЦИК СССР от 27 февраля 1935 года в ознаменование 15-летней годовщины 1 Конной армии, героически проявившей себя в гражданской войне рядом незабываемых побед на южном и других фронтах, и за особо выдающиеся заслуги отдельных её частей, бойцов, командиров и политработников как во времена гражданской войны, так и в деле боевой, политической и технической подготовки Красной Армии в период мирного строительства.[2]
- 17 ноября 1939 года —  Орден Красной Звезды — награждена указом Президиума Верховного Совета СССР от 17 ноября 1939 года в ознаменование 20-й годовщины организации 1 Конной армии за боевые заслуги при защите Советского Союза и за успехи в боевой и политической подготовке.

## Состав дивизии и дислокация частей
1921
11-я Гомельская кавалерийская дивизия: 62 кп, 63 кп, 64 кп, 65 кп, 66 кп  — Гомель (Западный фронт)
1922
11-я Гомельская кавалерийская дивизия: 62 кп, 63 кп, 64 кп, 65 кп, 66 кп  — Западная и Восточная Бухара (Туркестанский фронт)
1924—1927
8-я Гомельская кавалерийская дивизия: 43 кп, 44 кп, 45 кп (г. Орск), 46 кп, 47 кп, 48 кп, 8 кад. — г. Оренбург  (с 1926 — Приволжский ВО)

### 1931[3]
Управление дивизии — Оренбург
43-й кавалерийский полк — Оренбург
45-й кавалерийский полк — Орск
46-й кавалерийский полк — Уральск
47-й кавалерийский полк — Троицк
48-й кавалерийский полк — Троицк
11-й конный артиллерийский полк — Оренбург
1932-1934
43 Оренбургский кп,
44 Илецкий кп,
45 дважды Краснознамённый Орский кп,
46 Уральский кп,
механизированный полк
01.07.1935
Управление — Оренбург
43 кавалерийский Оренбургский полк -Оренбург
44 кавалерийский Илецкий полк -Оренбург
45 кавалерийский полк -Орск
46 кавалерийский Уральский полк -Уральск
11 механизированный полк -Оренбург
11 конно-артиллерийский полк -Оренбург
1938 год
пос. Пуховичи (БОВО)
1940
6 кп, 35 кп, 100 кп, 117 кп, 31 тп, 17 кад, 69 озад — Пружаны.

## Командный состав 11-й Гомельской кавалерийской дивизии
11-я Гомельская кавалерийская дивизия

### Начальники дивизии
- Глаголев, Василий Павлович — с 24 сентября 1919 года по 16 октября 1919 года[5]
- Матузенко, Василий Иванович — с 17 октября 1919 года по 1 февраля 1920 года[5]
- Степной-Спижарный, Константин Иванович, врид — с 1 февраля 1920 года по 10 апреля 1920 года[5]
- Морозов, Фёдор Максимович — с 10 апреля 1920 года по 3 октября 1920 года[5]
- Коробков, Василий Васильевич — с 30 октября[6] 1920 года по 3 мая 1921 года[5]
- Лобачёв, Фёдор Ульянович — 05.05.1921 — ? врид
- Гай, Гая Дмитриевич — 06.1922 — 1922
- Качалов, Владимир Яковлевич — с октября 1923 по ноябрь 1924[7] или 25.121923-24.11.1924
- Лобачёв, Фёдор Ульянович — 08.1924 — после 09.1925
- Евсеев, Николай Фёдорович — (18.01.26-1931)
- Рябышев, Дмитрий Иванович (11.1929-01.1930), врид
- Хорун, Иосиф Иванович (11.1931 — 10.1933),
- Евсеев, Николай Фёдорович — (10.1933-02.1934)
- Гросберг, Рихард Карлович (28.02.34 — арестован 27.12.37),
- Никитин, Андрей Григорьевич (12.37-04.39),
- Фоменко, Пётр Иванович (05.39-4.06.40).

### Военкомы дивизии
- Соколов, Александр Николаевич — с 20 сентября 1919 года по 30 октября 1919 года[5]
- Вишневецкий, Николай Петрович — с 4 октября 1919 года по 30 октября 1919 года, с 16 июля 1920 года по 8 августа 1920 года[5]
- Озолин, Константин Иванович — с 30 октября 1919 года по 29 января 1920 года, с 1 апреля 1920 года по 16 июля 1920 года[5]
- Харитонов, Василий Степанович — с 3 февраля 1920 года по 1 апреля 1920 года[5]
- Бахтуров, Павел Васильевич — с 8 августа 1920 года по 3 октября 1920 года[5]
- Белоцкий, Морис Львович — с 3 октября 1920 года по 9 июля 1921 года[5]
- Васечкин Михаил Александрович (до 20.09.40)

### Начальники штаба дивизии
- Попов-Раменский, Борис Михайлович — с 25 сентября 1919 года по 8 августа 1920 года, с 26 августа 1920 года по 3 февраля 1921 года[5]
- Поллак, Борис Николаевич — с 8 августа 1920 года по 26 августа 1920 года[5]
- Попов-Раменский Борис Михайлович (26.08.20-3.02.21),
- Елисеев Николай Сергеевич (?-1 августа 1921 г.),
- Злобин, Вениамин Михайлович (08.21-12.24),
- Любовцев, Илья Михайлович (1926—1927),
- Дамберг, Вольдемар Францевич (01.1934- арестован 07.1938),
- Суржиков, Михаил Иосифович (09.38-1940).

### Командиры полков
Ткачёв Митрофан, командир 45 кп (1934)
Хорун, Иосиф Иванович, командир 43 кп (1926—1929)

## В дивизии служили
Дудко, Степан Иванович - генерал майор (с 1925 г. командир эскадрона в составе 45 кп, с 1932 г. нач. полковой школы 45 кп)
Назаров, Михаил Семёнович - генерал-майор (помощник военкома 66 кп в 1923-24 гг.);
Якунин, Николай Петрович - генерал-майор (командир взвода 46 кп, командир эскадрона 48 кп в 1926-27 гг.);